# Ramal A9 del Ferrocarril Belgrano
El Ramal A9 pertenecía al Ferrocarril General Belgrano, Argentina.

## Ubicación
Se hallaba en las provincias de La Rioja y San Luis. Atravesaba los departamentos General Ocampo y General San Martín en La Rioja, y el departamento Ayacucho en San Luis.

## Características
Era un ramal de la red de vía estrecha del Ferrocarril General Belgrano, cuya extensión era de 138,7 km entre las cabeceras Milagro y Quines. Fue un ramal secundario de la línea.

## Servicios
Sus vías se encuentran mayormente levantadas, sin ningún tipo de operaciones.

## Historia
Fue inaugurado progresivamente entre 1935 y 1938. El ramal fue clausurado y levantado mediante Decreto Nacional 547/77 el 2 de marzo de 1977